# Sultanato delle donne
Il Sultanato delle Donne (lingua turca Kadınlar Saltanatı) è un periodo di 130 anni della storia dell'Impero ottomano, svoltosi a cavallo tra XVI e XVII secolo dell'Era cristiana, durante il quale le donne del harem del sultano ottomano esercitarono un enorme controllo sulla vita politico-militare del dominio osmanide approfittando dell'inettitudine degli autocrati regnanti ad Istanbul.
Apertosi durante gli anni finali del regno di Solimano il Magnifico, enormemente influenzato dalla sua ultima consorte, la schiava Roxelana, il Kadınlar Saltanatı vide una lunga serie di regine-madri (in turco Valide Sultan) e regine-consorti (haseki) contendersi il potere all'ombra di sultani fanciulli e/o troppo inetti per governare. La maggior parte di queste donne, cosa affatto inconsueta per il costume ottomano, erano schiave del sultano.